# 王光韜
王光韜為中國清朝武官官員。王光韜於1781年（乾隆46年）奉旨接替招萬成，於台灣地區擔任澎湖水師協副將。而隸屬台灣鎮之下的此官職職等為正二品，是台灣清治時期的這階段，扼守台灣海峽的重要武將，並統帥兩標水營，數千名水師兵勇。
| 前任： 招萬成 | 澎湖水師協副將 1781年上任 | 繼任： 柯俊 |